# 罗马朝圣七大殿

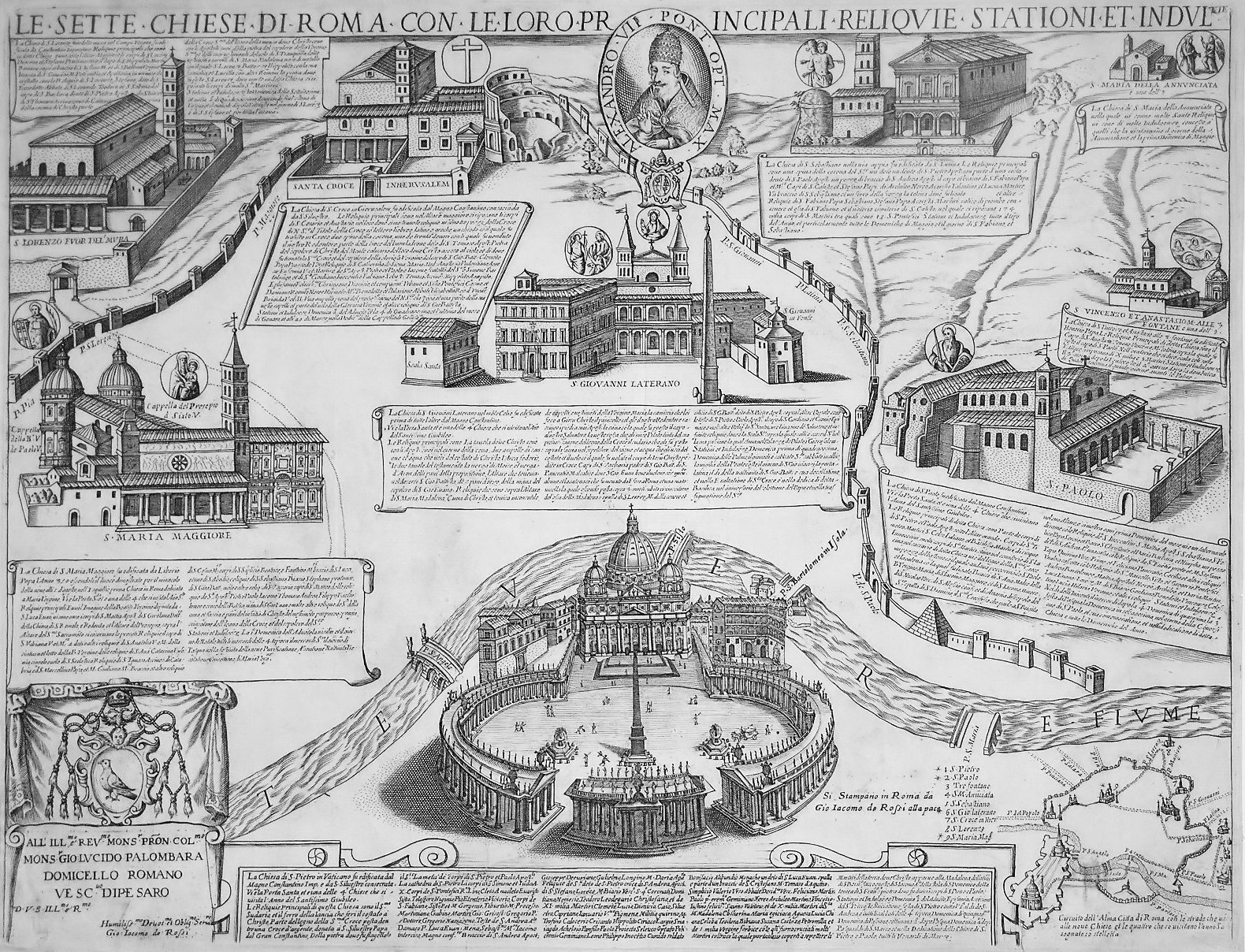
1600年首次发行的罗马朝圣七大殿地图

罗马朝圣七大殿是意大利罗马的七座天主教聖堂，天主教徒前往朝圣，以获得大赦。这七座聖堂包括：
- 圣若望拉特朗大殿（特级宗座圣殿）
- 圣伯多禄大殿（特级宗座圣殿）
- 城外圣保禄大殿（特级宗座圣殿）
- 圣母大殿（特级宗座圣殿）
- 城外圣老楞佐圣殿（次级宗座圣殿）
- 耶路撒冷聖十字聖殿（次级宗座圣殿）
- 圣爱之母朝圣所（2000年大赦时教宗若望保禄二世所增加，取代了原来的城外圣巴斯弟盎圣殿。不过，许多朝圣者继续参拜城外圣巴斯弟盎圣殿。）